# 홍콩 대회당

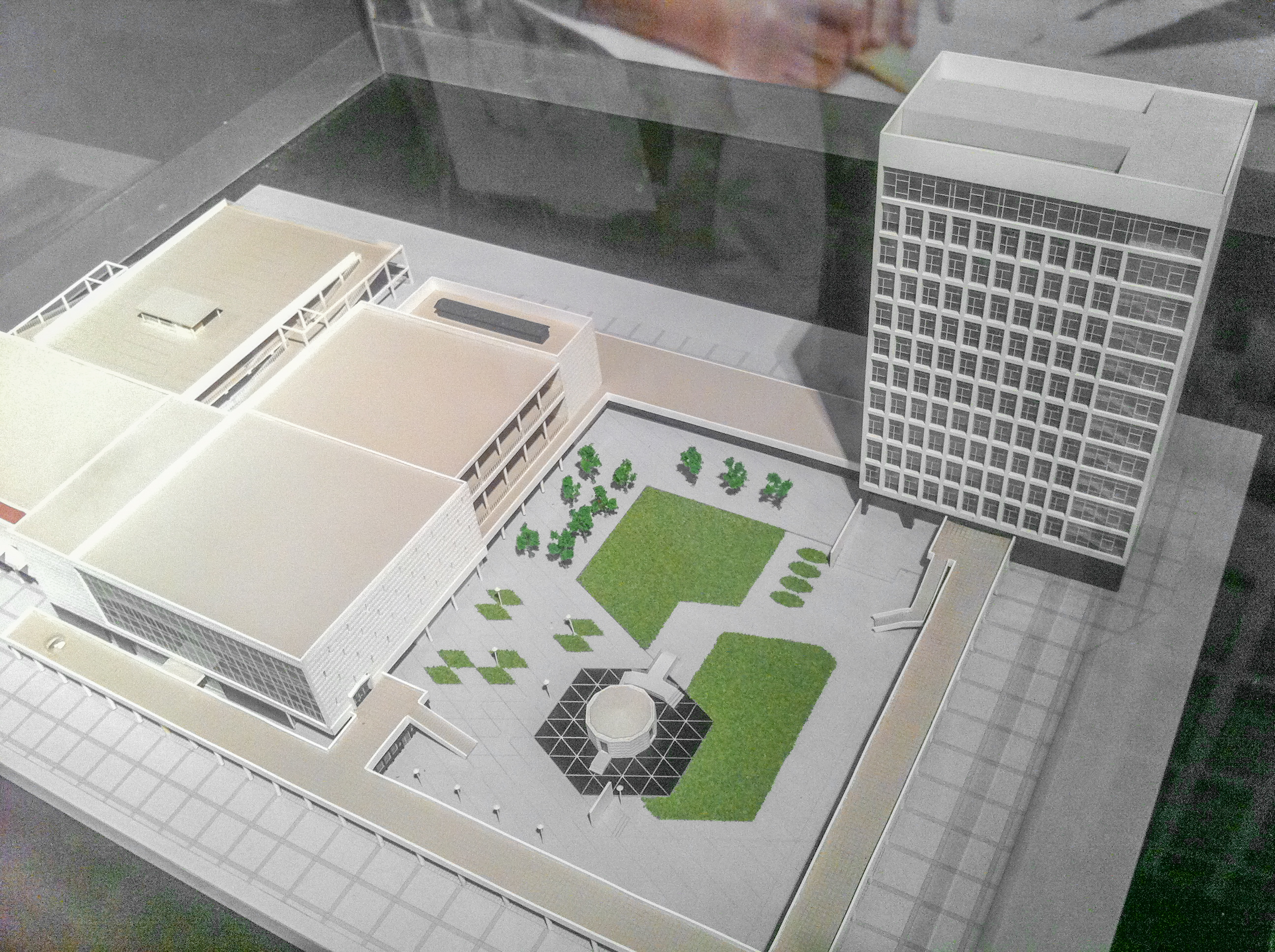
대회당의 모형. 상층단지, 하층단지, 공원으로 이뤄져 있다.

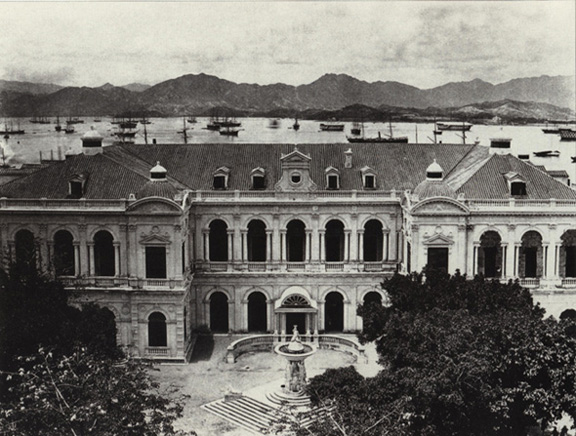
1869년의 홍콩 시청. 남쪽 전경의 모습

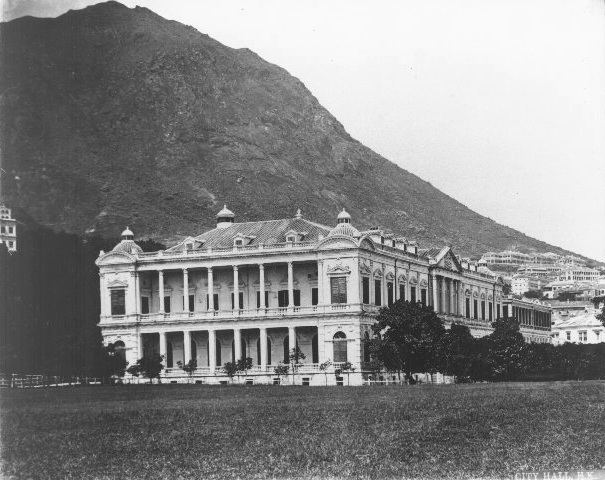
1875년경의 홍콩 시청, 동쪽에서 사선으로 바라본 전경

홍콩 대회당(중국어 정체자: 香港大會堂, Hong Kong City Hall)은 홍콩 홍콩섬 쭝완 에든버러 광장에 위치한 건물이다.
영어명은 '홍콩 시청'이지만 홍콩에서는 홍콩 그 자체나 홍콩 내 어떤 지역이든 '시'라고 지칭하지 않기에 시장이나 시의회가 없다. 그래서 전세계 각지의 시청과는 달리 홍콩 시청에는 시 행정부 청사가 존재하지 않는다. 그 대신 공연장이나 도서관과 같은 서비스를 시에서 제공하는 복합 공간으로 꾸며져 있다.
홍콩 대회당은 홍콩 특별행정구 정부 산하 강악문화사무서에서 관리한다. 이전에는 시정국에서 1999년 12월 본 기관이 해체될 때까지 (시정총서를 통해) 시청을 관리하고, 본회의를 열었다. 참고로 시정국은 해체 전까지 홍콩섬과 가우룽 (산가우룽 포함)의 지역의회로 활동했었다. 시정국 회의는 홍콩 시청의 하층단지에서 열렸다.

## 초대 건물
홍콩 최초의 시청은 1869년부터 1933년까지 현재의 HSBC 홍콩 본점 빌딩 (일부)과 중국은행 빌딩 자리에 있었다. 현 HSBC 홍콩 본점 빌딩 자리는 구 시청의 일부였고, HSBC 빌딩의 초대 건물과 2대 건물의 일부이기도 했다.

### 설계와 기능
홍콩 시청은 정부 소유지에 지어졌고 1866년부터 민간 모금을 통해 건설 자금을 모았다. 프랑스의 건축가 A. 에르미트가 설계한 이 2층짜리 네오르네상스 건물은 구형 지붕과 콜로네이드, 아치로 장식되어 있었다. 내부 시설은 지역사회에서 이용하도록 했는데 극장, 도서관, 박물관과 대사관 사무소 등이 있었다. 시청 정면 (남쪽 면)에는 전지양행에서 협찬한 분수가 들어서 있었다. 시청 개관은 1869년 6월 28일 홍콩 식민지를 방문하는 중이던 에딘버러 공 알프레트가 선언했다.
1933년 시청 부지는 홍콩은행이 3대 본점 건물을 짓기 위해 사들였고, 시청의 서쪽 면이 철거됐다. 남은 부분은 1947년 중국은행 빌딩으로 들어가는 길을 내기 위해 헐렸다.

## 2대 건물

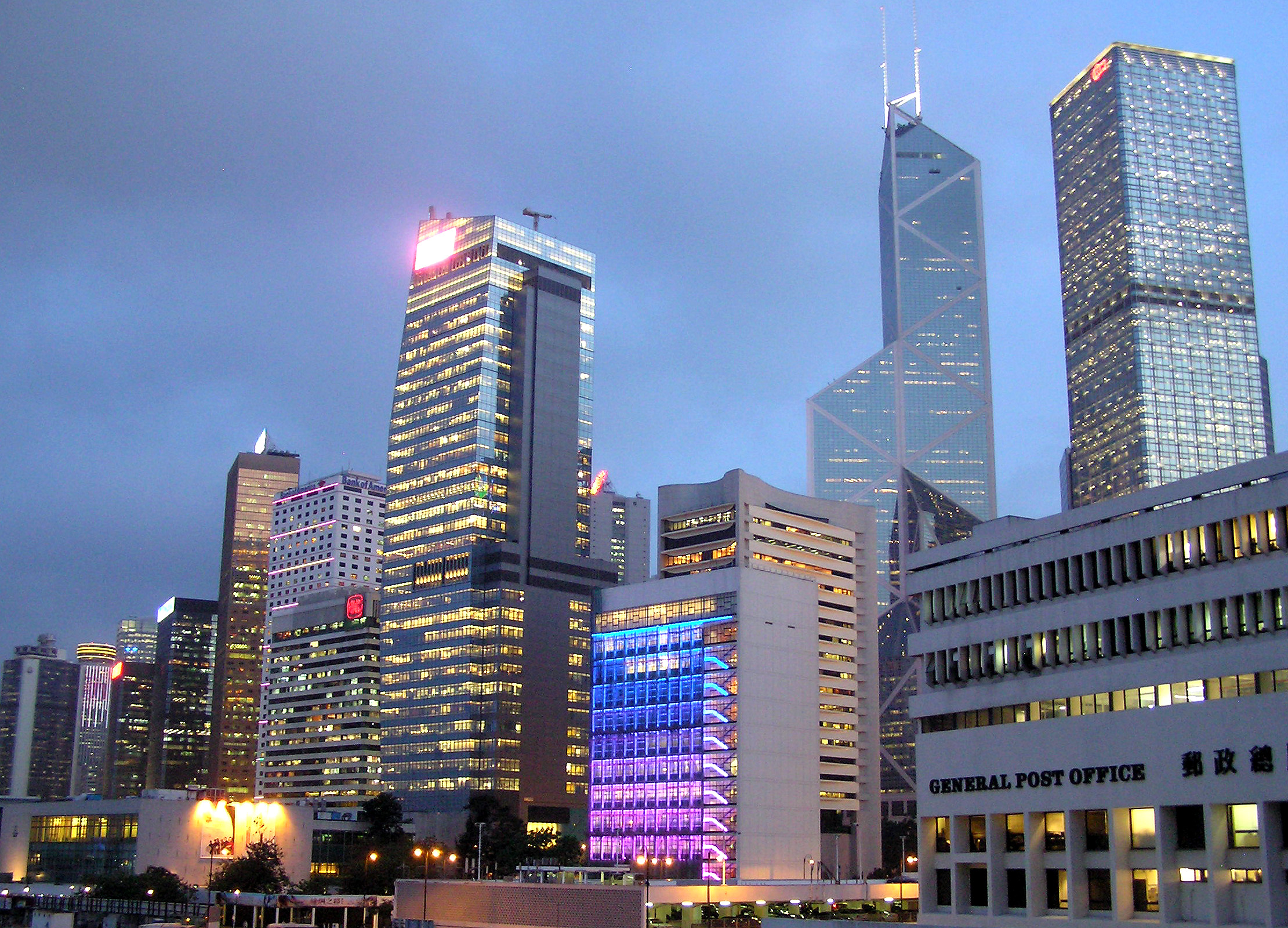
대회당과 주변 건물들

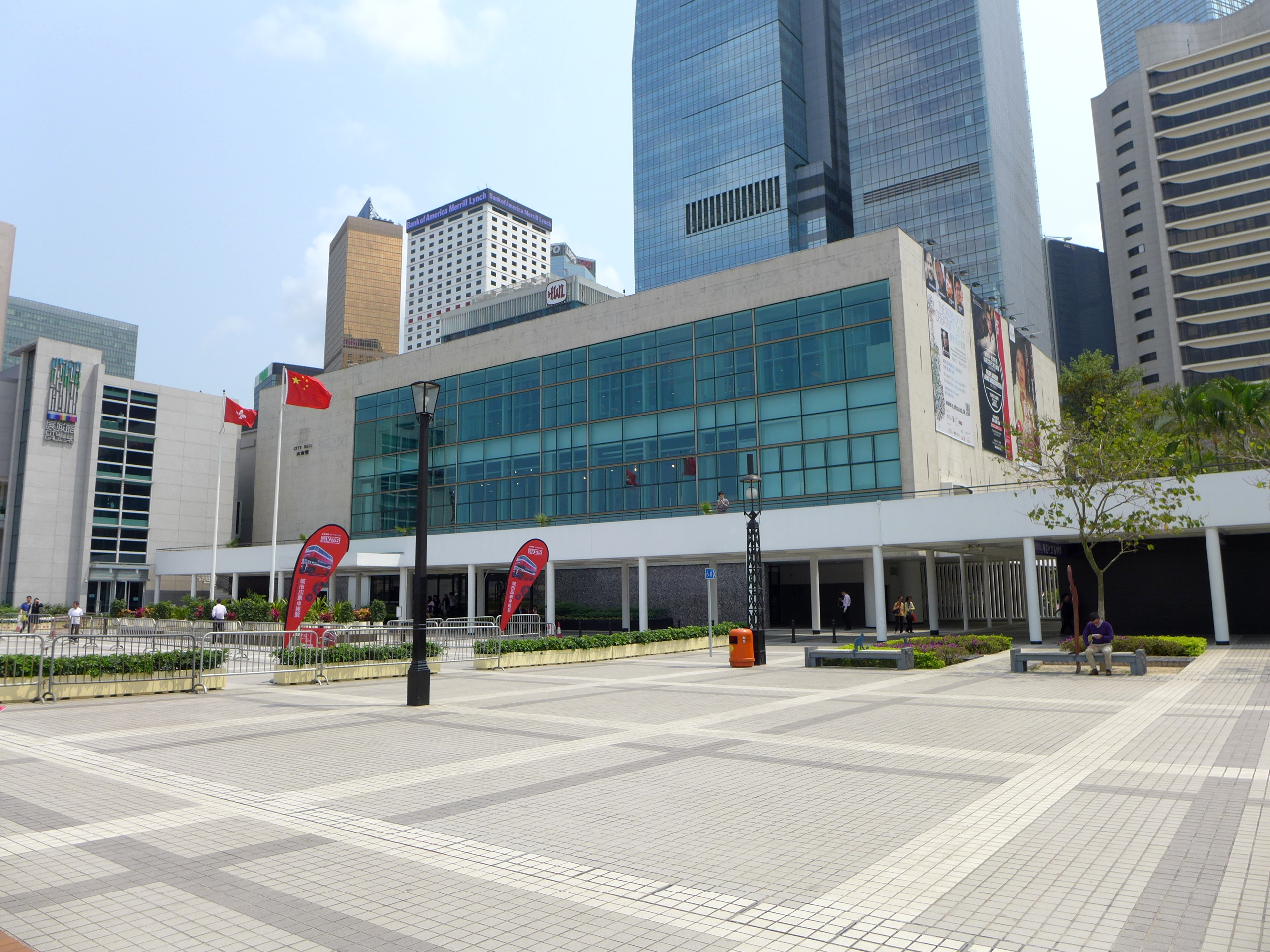
시청 하층단지

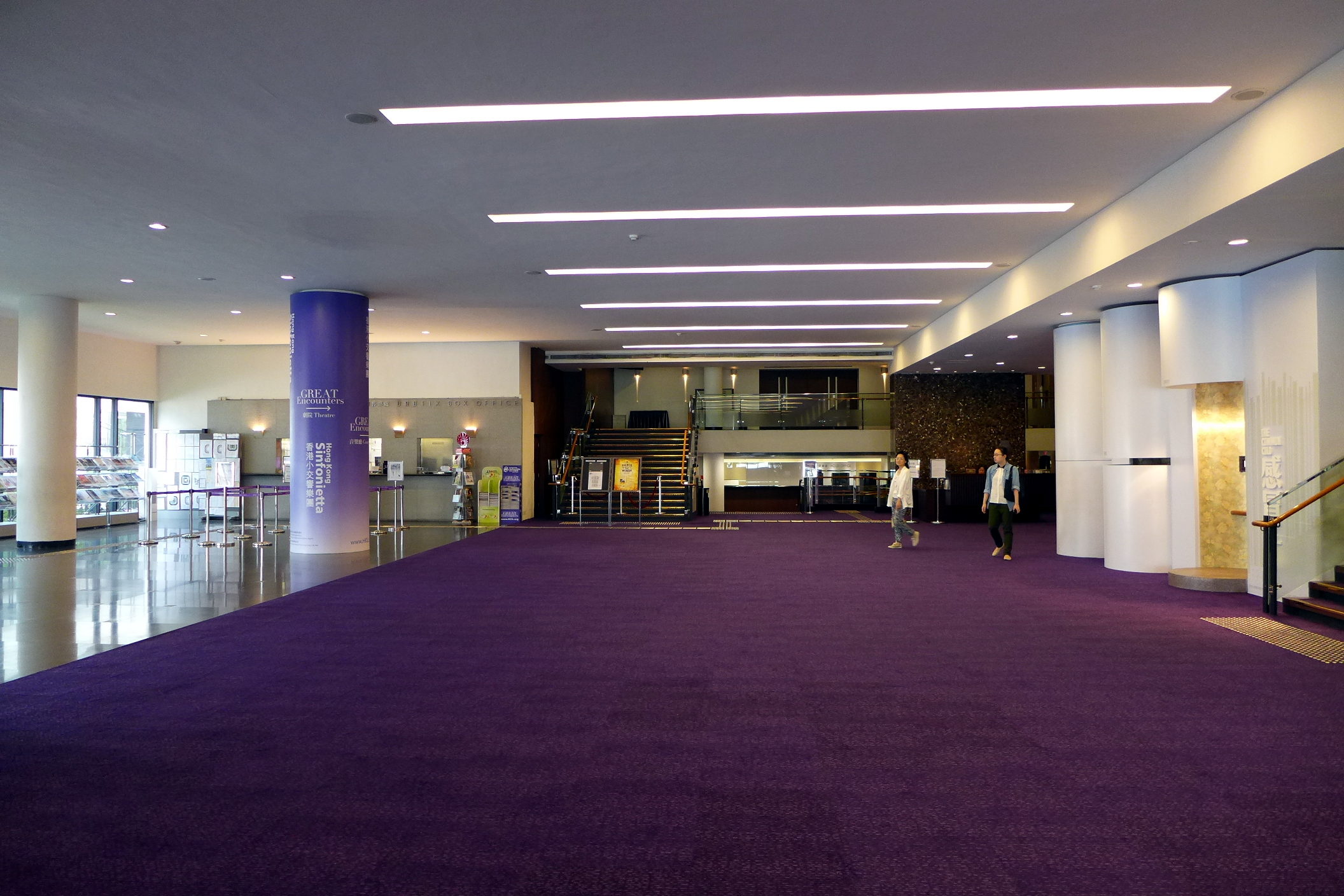
하층단지 로비

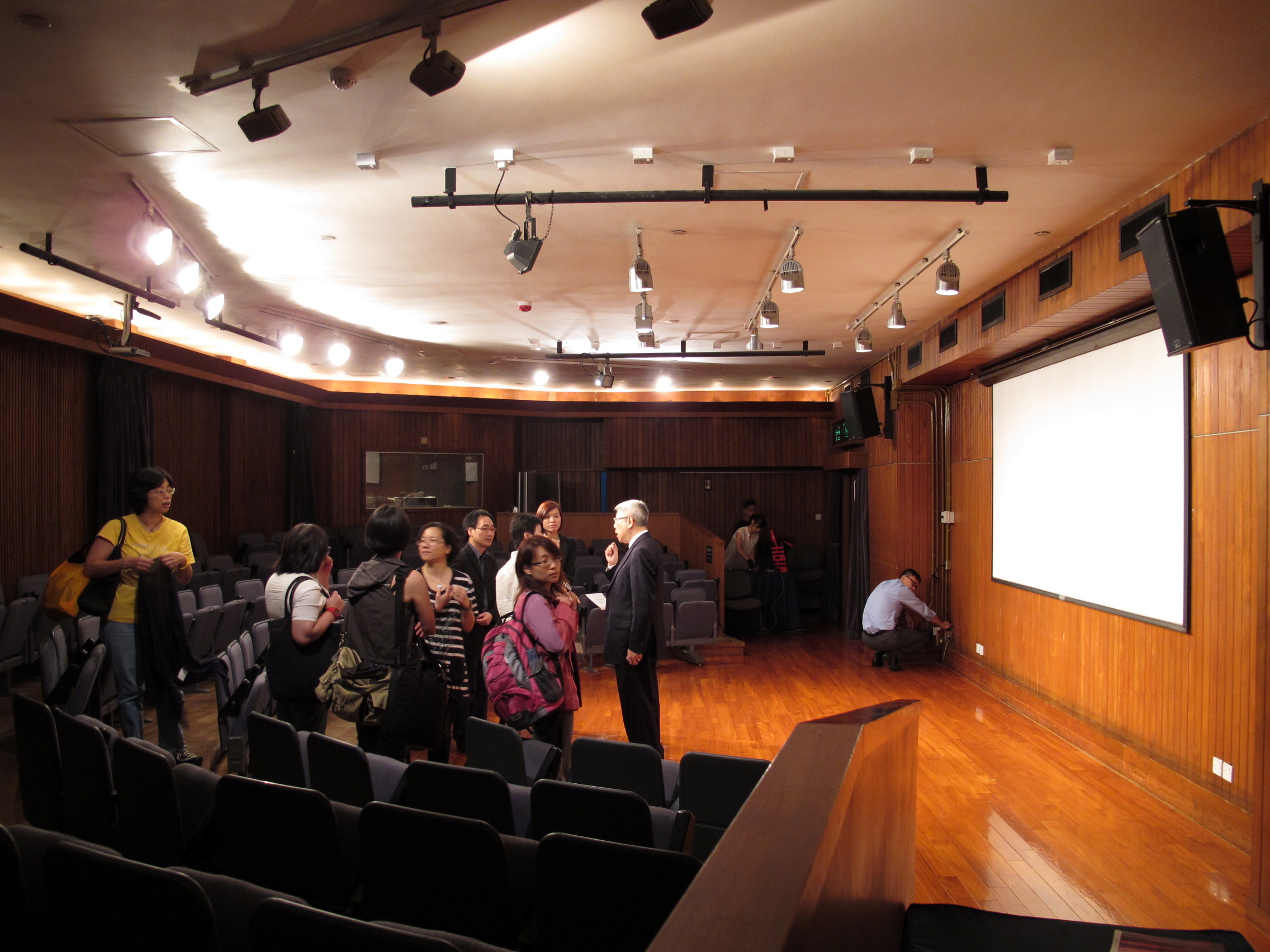
상층단지의 극장

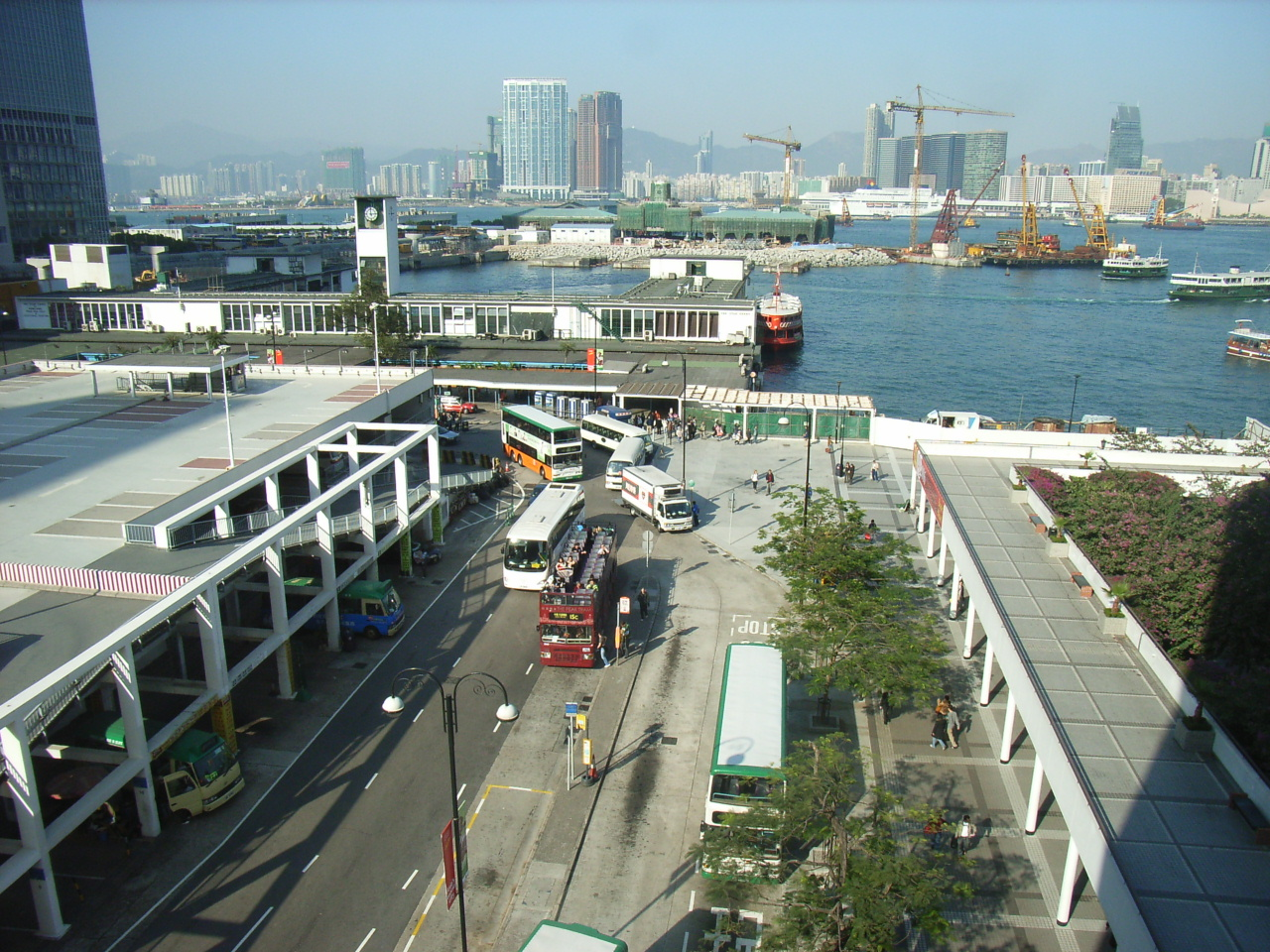
대회당 상층단지에서 바라본 바다. 2005년 당시에는 에딘버그 광장 페리 부두가 아직 들어서 있었다.

2대 건물이자 현재의 건물인 대회당은 1950년대 후반, 초대 건물 부지에서 200m 정도 떨어진 새롭게 간척된 10,000m²면적의 해안가 부지에 지어졌다. 이후 1962년 3월 2일 홍콩 총독 로버트 브라운 블랙이 공식으로 개관을 선언했다. 당시 대회당은 시정국에서 관할했다. 2009년부터는 사적 1급으로 지정됐다.

### 설계
대회당의 설계는 1956년 영국의 건축가인 론 필립스와 앨런 피치가 맡았다. 명확한 선과 순전한 기하 형태를 이루고 있는 이 신청사는 당시 유행하던 국제 양식의 예시이기도 하다. 건물 구조는 강철과 콘크리트로 지어졌고 대부분의 자재는 강철과 유리, 그리고 양극산화 알루미늄이었다.
두 단지와 공원은 중심축을 따라 밀착된 통일체로 세워져 있다. 하층단지 (전시장)의 입구는 황후 부두와 중심축을 이루고 있는데, 방문 인사들에게 특별한 느낌을 전달하기 위한 것이었다. 이때 가장 고려해야 했던 점은 도시의 번잡함과 병렬시키면서도 부근 구역에 대중의 접근을 최소화하는 것이었다. 때문에 "움직임의 자유와 한없는 공간의 느낌"을 주기 위해 기념공원의 공공구역을 크기에 넘어서도록 하고 광장을 배치해 자연스럽게 확장하는 방안을 구상해냈다.

### 시설
대회당에서 이뤄진 가장 중요한 기능은 역대 총독이 취임 선서를 할 때 행사 공간으로 이용되는 것이었다.
현재 대회당의 콘서트홀과 극장은 홍콩 내에서 공연예술에 있어 태초부터 중요한 곳이기도 하다. 1973년 홍콩절과 홍콩예술절, 1976년 아시아예술제, 1977년 홍콩국제영화제, 1982년 국제예술축제 등 다수의 문화행사가 이곳에서 열렸다. 또한 옛 시정국 회의실도 대회당 하층단지에 위치해 있었다.
상층단지에는 2001년 중앙도서관이 새로 문을 열 때까지 홍콩 시립 공공 도서관이 자리해 있었다. 홍콩 미술 갤러리 (1969년 홍콩미술관이 됨)도 이곳 상층단지의 10층과 11층에서 터를 잡았다. 홍콩역사박물관은 1975년에 다른곳으로 이전했고, 홍콩미술관 역시 1991년에 대회당을 떠났다.

### 층별 시설
대회당 복합단지는 총 2개 동과 정원으로 구성되어 있다.
12층짜리 건물인 상층 단지는 남서쪽 끝에 있으며 다음과 같이 정부에서 운영하는 여러 시설들이 자리해 있다.
- 대회당 도서관 (시청 도서관) - 8층짜리 도서관으로 옛날에는 홍콩 중앙도서관으로 있었다 (3~7층, 9~11층 위치).
- 전시 갤러리 - 260m²
- 연주 음악홀 - 111석 규모
- 위원회 회의실: 40석 규모 회의실 두 개 (7층)
- 결혼식장 (1층)

3층짜리 건물인 하층 단지는 동쪽 끝에 있으며 다음과 같은 시설들이 자리해 있다.
- 콘서트 홀 - 좌석 1,434석과 중이층에 있는 입석 60석
- 마심식품에서 운영하는 레스토랑 - 콘티넨털 (Deli and Wine), 중식 (City Hall Maxim's Palace), 유럽식 (Maxim's Restaurant), 카페
- URBTIX 박스오피스
- 전시장 - 590m²
- 극장 - 463석 규모
- 공연 매점
- 안내소

### 상층단지 층별 시설
| 12층 | 열람 전용 도서관 / 사업 및 산업 분야 도서관 멀티미디어 리소스 센터 |
| 11층 | 열람 전용 도서관 (입구) 창의혁신 리소스 센터                       |
| 10층 | 신문간행물 열람실                                                  |
| 9층  | 연주 음악홀 기타 활동 공간                                         |
| 8층  | 전시 갤러리 남/북 위원회 회의실                                    |
| 7층  | 컴퓨터 정보 센터 홍콩공공도서관 온라인부 사무소                    |
| 6층  | 기본법 도서관 성인 대여 도서관                                     |
| 5층  | 성인 대여 도서관                                                   |
| 4층  | 성인 대여 도서관 (입구) 판매 카운터                                |
| 3층  | 성인 대여 도서관                                                   |
| 2층  | 결혼식장                                                           |
| 1층  | 도서관 물품보관소                                                  |

### 기념공원
북서면에 있는 대회당 기념공원은 벽으로 에워싼 공원이다. 이곳은 유명한 촬영지로, 시청 예식장에서 결혼한 부부가 기념 사진을 촬영할 때 늘 배경으로 쓰이는 곳이기도 하다. 공원 내에는 정십이각형 모양의 사당이 있는데 제 2차 세계 대전 (1941~1945) 당시 홍콩에서 전사한 이들을 기리는 곳으로, 기념비 (훈장 명단과 명패)가 세워져 있다.

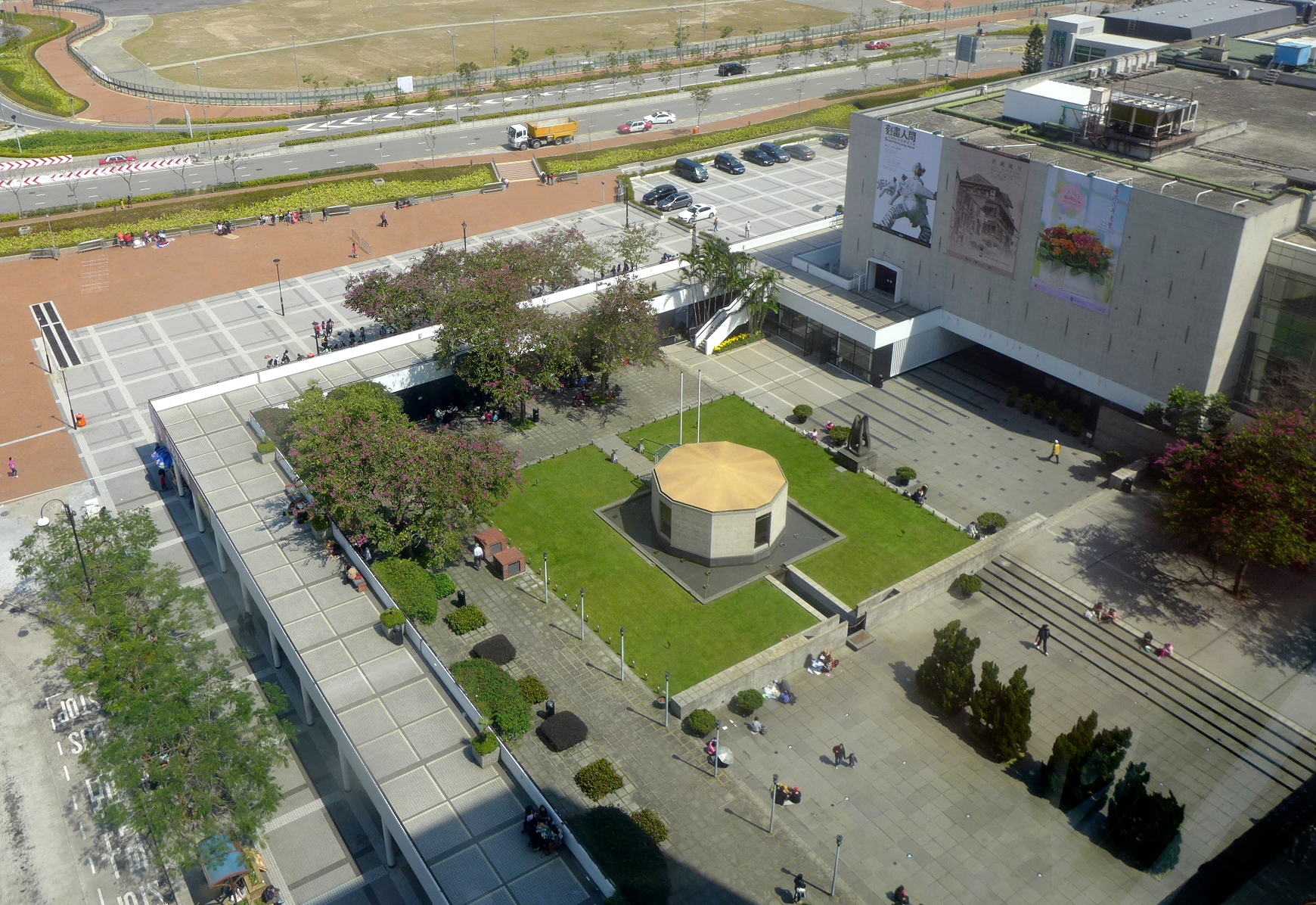
대회당 내 기념공원
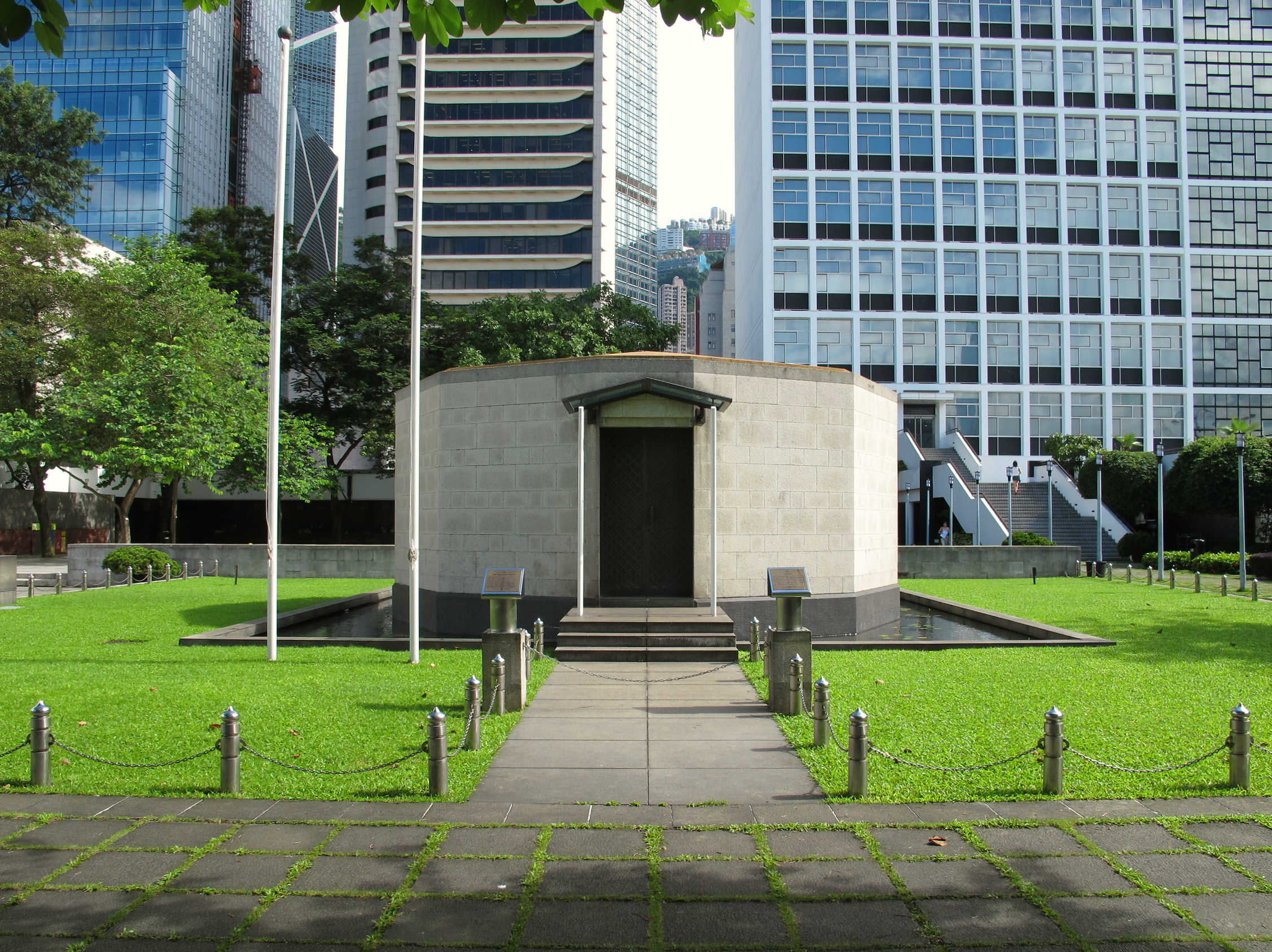
기념공원 내 전사자 추모 사당
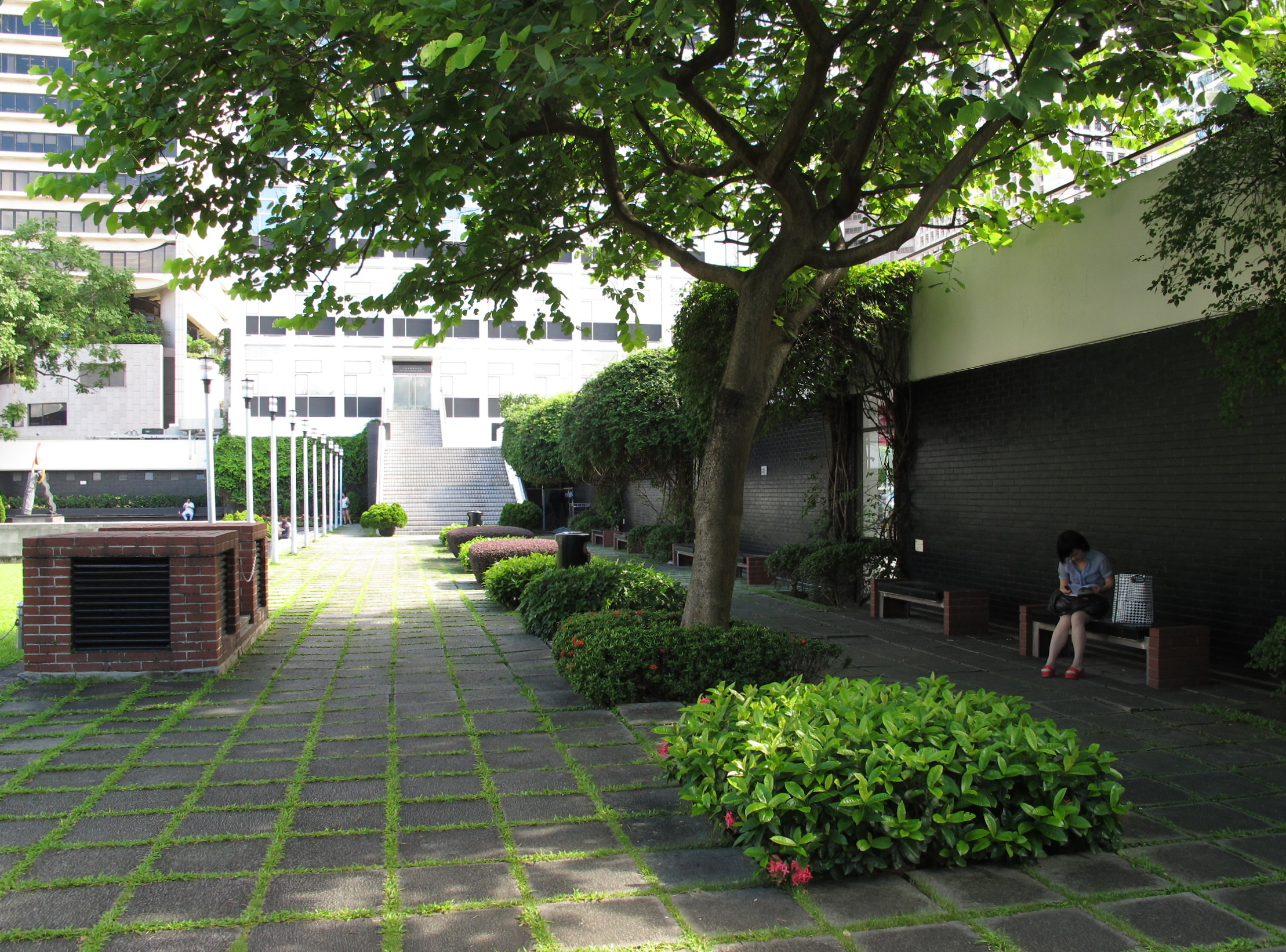
대회당 내 기념공원

## 같이 보기
- 콘서트장 목록
- 홍콩의 도서관 목록

홍콩 내 다른 시청 혹은 시립센터
- 사이완호 문오중심
- 싸틴 대회당
- 췬완 대회당
- 튄문 대회당

근처 장소들
- HMS 테이머
- 차터 공원
- 황후상 광장과 평화기념비
- HSBC 홍콩 본점 빌딩
- 구 최고법원 건물